# Hot Love
«Hot Love» es una canción de la banda británica de glam rock T. Rex, lanzado en febrero de 1971 como sencillo promocional del álbum Electric Warrior publicado meses más tarde. Obtuvo el puesto número uno en el Reino Unido, convirtiéndose en el primero de cuatro sencillos en obtener dicha posición en el país británico.

## Antecedentes y grabación
«Hot Love» se grabó entre el 21 y 22 de enero de 1971 en los Trident Studios de Londres, al igual que «Woodland Rock» y «King of the Mountain Cometh», pistas que fueron añadidas como lado B. La canción marca la primera inclusión de la batería en un tema de la banda, la cual fue interpretada por Bill Legend, que como dato fue sugerido por Tony Visconti y que tras su éxito fue aceptado como un nuevo integrante de la agrupación. De la misma manera Howard Kaylan y Mark Volman, exmúsicos de The Turtles, participaron por primera vez con T. Rex aportando los coros.

## Lista de canciones
| N.º | Título                        | Duración |  |
| 1.  | «Hot Love»                    | 4:53     |  |
| 2.  | «Woodland Rock»               | 2:24     |  |
| 3.  | «King of the Mountain Cometh» | 3:57     |  |

## Posicionamiento en listas
| País           | Lista                    | Máxima posición |
| -------------- | ------------------------ | --------------- |
| Reino Unido    | UK Singles Chart         | 1               |
| Irlanda        | Irish Singles Chart      | 1               |
| Francia        | French Singles Chart     | 2               |
| Australia      | Australian Singles Chart | 2               |
| Suiza          | Swiss Singles Chart      | 3               |
| Bélgica        | Ultratop 40 Singles      | 3               |
| Alemania       | German Singles Chart     | 3               |
| Países Bajos   | Dutch Singles Chart      | 11              |
| Estados Unidos | Billboard Hot 100        | 72              |

## Músicos
- Marc Bolan: voz y guitarra eléctrica
- Mickey Finn: bongos, congos
- Steve Currie: bajo
- Bill Legend: batería
- Mark Volman y Howard Kaylan: coros